# 埃塞克斯維爾 (密歇根州)
埃塞克斯維爾（英語：Essexville）是一個位於美國密歇根州貝縣的城市。

## 人口
根據2020年美國人口普查的數據，埃塞克斯維爾的面積為3.63平方千米，當中陸地面積為3.35平方千米，而水域面積為0.28平方千米。當地共有人口3379人，而人口密度為每平方千米931人。